# 三碘化鑀
三碘化鑀是一種人工合成的放射性無機化合物，是鹵化物的一種，外觀為琥珀色結晶固體，由鑀離子和三個碘離子由離子鍵構成的離子化合物，其化學式為EsI3。
該晶體的三方晶系，空間群為{\displaystyle R{\bar {3}}\;}與晶格參數為 a =753分和c=2084.5時，每單位晶包有6個分子。其晶體結構與碘化铋同。它在加热时可以被氢气还原为二碘化锿。

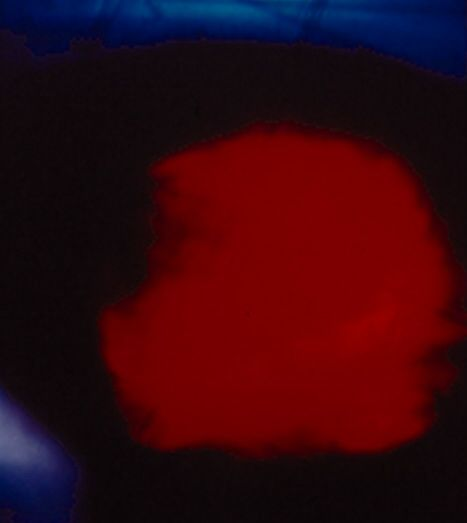
三碘化鑀（EsI_{3}）透射光